# Trượt tuyết đổ đèo tại Thế vận hội Mùa đông 2018 - Kết hợp nam
Nội dung kết hợp nam (combined) của môn trượt tuyết đổ đèo được tổ chức vào ngày 13 tháng 2 năm 2018 tại Jeongseon Alpine Centre và Yongpyong Alpine Centre thuộc Alpensia Sports Park ở Pyeongchang.

## Diễn biến
Marcel Hirscher là người giành huy chương vàng, Alexis Pinturault về thứ hai, và Victor Muffat-Jeandet về thứ ba. Đây là huy chương Olympic đầu tiên của Muffat-Jeandet, trong khi đó đây là những huy chương đầu tiên của Hirscher và Pinturault ở nội dung kết hợp. Hirscher từng giành huy chương bạc nội dung slalom vào năm 2014.
Nhà đương kim vô địch Sandro Viletta không vượt qua vòng loại, trong khi người giành huy chương bạc năm 2014 là Ivica Kostelić cũng đã giải nghệ. Huy chương đồng năm 2014, Christof Innerhofer về thứ 14. Ted Ligety, nhà vô địch combined 2015, về thứ năm. Sau chặng downhill, Thomas Dreßen là người dẫn đầu, Aksel Lund Svindal thứ 2 và Matthias Mayer thứ ba. Svindal quyết định không đua slalom, trong khi Mayer không hoàn thành phần thi. Dreßen đứng thứ 24 trong phần thi slalom, chung cuộc giúp anh đạt vị trí thứ 9. Hirscher đứng thứ 12 sau downhill và là người nhanh nhất trong cuộc thi slalom và đoạt huy chương vàng. Pinturault đứng thứ 10 ở phần thi downhill, trong khi Muffat-Jeandet đứng thứ 29 sau khi kết thúc downhill nhưng lại có kết quả thi slalom thứ nhì.
Huy chương được trao bởi Willi Kaltschmitt Luján, thành viên ban điều hành Ủy ban Olympic Quốc tế, cùng với đó là Peter Schroecksnadel, thành viên hội đồng FIS.

## Kết quả
Cuộc đua bắt đầu lúc 11:30 (downhill) và 15:00 (slalom).
| Hạng | Số | Tên                          | Quốc gia                     | Downhill | Hạng | Slalom  | Hạng | Tổng    | Kém    |
| ---- | -- | ---------------------------- | ---------------------------- | -------- | ---- | ------- | ---- | ------- | ------ |
| 1    | 2  | Marcel Hirscher              | Áo                           | 1:20.56  | 12   | 45.96   | 1    | 2:06.52 | —      |
| 2    | 7  | Alexis Pinturault            | Pháp                         | 1:20.28  | 10   | 46.47   | 3    | 2:06.75 | +0.23  |
| 3    | 5  | Victor Muffat-Jeandet        | Pháp                         | 1:21.57  | 29   | 45.97   | 2    | 2:07.54 | +1.02  |
| 4    | 23 | Marco Schwarz                | Áo                           | 1:20.98  | 19   | 46.89   | 5    | 2:07.87 | +1.35  |
| 5    | 27 | Ted Ligety                   | Hoa Kỳ                       | 1:21.36  | 26   | 46.61   | 4    | 2:07.97 | +1.45  |
| 6    | 14 | Thomas Mermillod-Blondin     | Pháp                         | 1:20.89  | 17   | 47.13   | 6    | 2:08.02 | +1.50  |
| 7    | 19 | Kjetil Jansrud               | Na Uy                        | 1:19.51  | 4    | 49.16   | 19   | 2:08.67 | +2.15  |
| 8    | 33 | Štefan Hadalin               | Slovenia                     | 1:21.15  | 21   | 47.79   | 7    | 2:08.94 | +2.42  |
| 9    | 1  | Thomas Dreßen                | Đức                          | 1:19.24  | 1    | 49.72   | 24   | 2:08.96 | +2.44  |
| 10   | 29 | Klemen Kosi                  | Slovenia                     | 1:20.61  | 16   | 48.76   | 15   | 2:09.37 | +2.85  |
| 11   | 6  | Luca Aerni                   | Thụy Sĩ                      | 1:21.34  | 25   | 48.18   | 11   | 2:09.52 | +3.00  |
| 12   | 32 | Filip Zubčić                 | Croatia                      | 1:21.54  | 28   | 48.06   | 8    | 2:09.60 | +3.05  |
| 12   | 13 | Mauro Caviezel               | Thụy Sĩ                      | 1:20.47  | 11   | 49.13   | 18   | 2:09.60 | +3.05  |
| 14   | 25 | Christof Innerhofer          | Ý                            | 1:19.77  | 5    | 49.98   | 25   | 2:09.75 | +3.23  |
| 15   | 30 | Carlo Janka                  | Thụy Sĩ                      | 1:20.58  | 14   | 49.22   | 20   | 2:09.80 | +3.28  |
| 16   | 34 | Ondřej Berndt                | Cộng hòa Séc                 | 1:21.81  | 34   | 48.10   | 10   | 2:09.91 | +3.39  |
| 17   | 16 | Bryce Bennett                | Hoa Kỳ                       | 1:21.18  | 23   | 48.79   | 16   | 2:09.97 | +3.45  |
| 18   | 24 | Riccardo Tonetti             | Ý                            | 1:21.99  | 38   | 48.22   | 12   | 2:10.21 | +3.69  |
| 19   | 21 | Natko Zrnčić-Dim             | Croatia                      | 1:22.07  | 40   | 48.48   | 13   | 2:10.55 | +4.03  |
| 20   | 47 | James Crawford               | Canada                       | 1:21.97  | 37   | 48.80   | 17   | 2:10.77 | +4.25  |
| 21   | 17 | Aleksander Aamodt Kilde      | Na Uy                        | 1:20.92  | 18   | 50.15   | 26   | 2:11.07 | +4.55  |
| 22   | 40 | Adam Žampa                   | Slovakia                     | 1:23.02  | 51   | 48.08   | 9    | 2:11.10 | +4.58  |
| 23   | 12 | Broderick Thompson           | Canada                       | 1:21.75  | 33   | 49.63   | 23   | 2:11.38 | +4.86  |
| 24   | 37 | Andreas Romar                | Phần Lan                     | 1:21.94  | 35   | 49.58   | 22   | 2:11.52 | +5.00  |
| 25   | 35 | Marko Vukićević              | Serbia                       | 1:21.31  | 24   | 50.43   | 27   | 2:11.74 | +5.22  |
| 26   | 50 | Kristaps Zvejnieks           | Latvia                       | 1:23.02  | 51   | 48.74   | 14   | 2:11.76 | +5.24  |
| 27   | 38 | Joan Verdu Sanchez           | Andorra                      | 1:23.01  | 50   | 49.53   | 21   | 2:12.54 | +6.02  |
| 28   | 54 | Olivier Jenot                | Monaco                       | 1:22.71  | 47   | 50.73   | 28   | 2:13.44 | +6.92  |
| 29   | 51 | Marc Oliveras                | Andorra                      | 1:21.67  | 31   | 52.97   | 30   | 2:14.64 | +8.12  |
| 30   | 41 | Christoffer Faarup           | Đan Mạch                     | 1:21.08  | 20   | 54.13   | 34   | 2:15.21 | +8.69  |
| 31   | 52 | Igor Zakurdayev              | Kazakhstan                   | 1:22.29  | 42   | 53.18   | 32   | 2:15.47 | +8.95  |
| 32   | 49 | Dalibor Šamšal               | Hungary                      | 1:25.17  | 60   | 50.77   | 29   | 2:15.94 | +9.42  |
| 33   | 60 | Kim Dong-woo                 | Hàn Quốc                     | 1:24.02  | 56   | 53.02   | 31   | 2:17.04 | +10.52 |
| 34   | 57 | Yuri Danilochkin             | Belarus                      | 1:22.78  | 48   | 55.94   | 35   | 2:18.72 | +12.20 |
| 35   | 59 | Márton Kékesi                | Hungary                      | 1:26.08  | 62   | 53.94   | 33   | 2:20.02 | +13.50 |
| 36   | 28 | Jared Goldberg               | Hoa Kỳ                       | 1:20.02  | 9    | 1:02.86 | 37   | 2:22.88 | +16.36 |
| 37   | 61 | Albin Tahiri                 | Kosovo                       | 1:23.84  | 55   | 59.56   | 36   | 2:23.40 | +16.88 |
|      | 9  | Peter Fill                   | Ý                            | 1:19.92  | 6    | DNF     | —    | —       | —      |
|      | 10 | Dominik Paris                | Ý                            | 1:20.01  | 8    | DNF     | —    | —       | —      |
|      | 11 | Matthias Mayer               | Áo                           | 1:19.37  | 3    | DNF     | —    | —       | —      |
|      | 15 | Justin Murisier              | Thụy Sĩ                      | 1:21.58  | 30   | DNF     | —    | —       | —      |
|      | 18 | Martin Čater                 | Slovenia                     | 1:20.57  | 13   | DNF     | —    | —       | —      |
|      | 20 | Vincent Kriechmayr           | Áo                           | 1:19.96  | 7    | DNF     | —    | —       | —      |
|      | 22 | Maxence Muzaton              | Pháp                         | 1:20.58  | 14   | DNF     | —    | —       | —      |
|      | 31 | Linus Straßer                | Đức                          | 1:22.03  | 39   | DNF     | —    | —       | —      |
|      | 36 | Marco Pfiffner               | Liechtenstein                | 1:22.54  | 44   | DNF     | —    | —       | —      |
|      | 39 | Jan Zabystřan                | Cộng hòa Séc                 | 1:23.65  | 54   | DNF     | —    | —       | —      |
|      | 43 | Sebastian-Foss Solevåg       | Na Uy                        | 1:24.35  | 58   | DNF     | —    | —       | —      |
|      | 46 | Filip Forejtek               | Cộng hòa Séc                 | 1:22.56  | 45   | DNF     | —    | —       | —      |
|      | 48 | Michał Kłusak                | Ba Lan                       | 1:22.64  | 46   | DNF     | —    | —       | —      |
|      | 55 | Matej Falat                  | Slovakia                     | 1:23.21  | 53   | DNF     | —    | —       | —      |
|      | 56 | Ivan Kovbasnyuk              | Ukraina                      | 1:24.21  | 57   | DNF     | —    | —       | —      |
|      | 62 | Simon Breitfuss Kammerlander | Bolivia                      | 1:22.94  | 49   | DNF     | —    | —       | —      |
|      | 63 | Patrick McMillan             | Ireland                      | 1:25.77  | 61   | DNF     | —    | —       | —      |
|      | 53 | Marko Stevović               | Serbia                       | 1:24.47  | 59   | DSQ     | —    | —       | —      |
|      | 8  | Aksel Lund Svindal           | Na Uy                        | 1:19.31  | 2    | DNS     | —    | —       | —      |
|      | 26 | Boštjan Kline                | Slovenia                     | 1:22.42  | 43   | DNS     | —    | —       | —      |
|      | 42 | Henrik von Appen             | Chile                        | 1:21.16  | 22   | DNS     | —    | —       | —      |
|      | 44 | Josef Ferstl                 | Đức                          | 1:21.95  | 36   | DNS     | —    | —       | —      |
|      | 45 | Andreas Sander               | Đức                          | 1:21.68  | 32   | DNS     | —    | —       | —      |
|      | 58 | Christopher Hörl             | Moldova                      | 1:22.25  | 41   | DNS     | —    | —       | —      |
|      | 64 | Benjamin Thomsen             | Canada                       | 1:21.36  | 26   | DNS     | —    | —       | —      |
|      | 3  | Pavel Trikhichev             | Vận động viên Olympic từ Nga | DNF      | —    | —       | —    | —       | —      |
|      | 4  | Ryan Cochran-Siegle          | Hoa Kỳ                       | DNF      | —    | —       | —    | —       | —      |
|      | 65 | Manuel Osborne-Paradis       | Canada                       | DNF      | —    | —       | —    | —       | —      |